# Deuce
"Deuce" är en låt av KISS från debutalbumet KISS 1974. Låten är helt och hållet skriven av Gene Simmons.
Simmons har själv erkänt att han inte vet vad den handlar om. "Deuce" var även den första låten Ace Frehley spelade med KISS på sin audition den 3 januari 1973.

## Liveframföranden
- Kiss Tour (1974)
- Hotter Than Hell Tour (1974)
- Dressed To Kill Tour (1975)
- Alive! Tour (1975–1976)
- Destroyer Tour (1976)
- Alive II (1978) (framfördes endast på en enda konsert)
- Crazy Nights Tour (1987–1988) (ej standardlåt)
- Hot In the Shade Tour (1989–1990)
- Revenge Tour (1992)
- 1993-1995 Tour (1993–1995)
- Alive World Wide 1996/97 Tour (1996–1997)
- Psycho Circus Tour (1998–1999)
- Farwell Tour (1999–2001)

"Deuce" har framförts under hela 2000-talet.